# Sti Fadma
Sti Fadma  (in arabo ستي فاطمة‎?) è un centro abitato e comune rurale del Marocco situato nella provincia di Al Haouz, regione di Marrakech-Safi. Conta una popolazione di 24 129 abitanti (censimento 2014).